# Stagioni (Rigoni Stern)
Stagioni è un romanzo di Mario Rigoni Stern uscito nel 2006, due anni prima della morte dello scrittore.
Il libro è il percorso della vita dello scrittore raccontato in un flusso scandito dall'alternarsi delle stagioni. 

## Edizioni
- Mario Rigoni Stern, Stagioni, Einaudi, 2010,  p. 144.